# Egino IV di Urach
Egino IV, detto il Barbuto, (Bad Urach, 1160 circa – Castello di Tennenbach, 12 gennaio 1230) fu conte di Urach. Egli ereditò i possedimenti sulla riva destra del Reno degli Zähringer dopo la loro estinzione.

## Biografia
Egino IV, figlio di Egino III e Cunegonda di Wasserburg, sposò la figlia del duca Bertoldo IV, Agnese di Zähringen prima del 1181. Con la morte senza eredi di Bertoldo V il 18 febbraio 1218, le proprietà della stirpe degli Zähringer sulla riva destra del Reno passò ai conti di Urach a Breisgau, nella Foresta Nera e sul Baar. Tuttavia il re Federico II della stirpe Hohenstaufen tentò di trasformare l'eredità degli Zähringen in una proprietà imperiale, oltre che aumentare il potere della sua stirpe. Egli limitò le pretese ereditarie degli Urach confiscando i feudi imperiali degli Zähringer. Oltre a Breisach, Neuchâtel e Villingen, andò all'impero anche il castello ancestrale degli Zähringer. «Così l'eredità fu frammentata in molti modi, e tra queste la città di Friburgo, come presunto feudo imperiale, fu acquisita dall'imperatore».
Ma d'accordo con il figlio Egino (V) il Giovane, coreggente con il titolo di "Signore della fortezza di Freiburg", Egino non sopportò tale situazione. «Si scatenò una faida tra il re ed Egino. Tuttavia, fu presto raggiunto un accomodamento, in seguito al quale il re restituì al conte i sudditi emigrati nel territorio dell'impero durante la guerra». Re Federico dovette cedere perché aveva bisogno del supporto di Corrado, il cardinale vescovo di Porto, fratello di Egino V, nella sua lotta contro il papa. Nonostante ciò, il titolo di duca Zähringen non venne dato ai conti di Urach. Egino (V) il Giovane si fece chiamare, dopo la morte del padre nel 1230, Egino I, conte di Friburgo.

## Matrimonio e figli

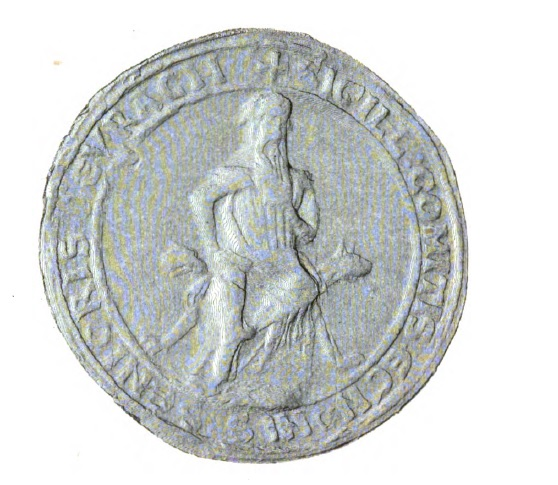
Sigillo del conte Egino IV di Urach

Il matrimonio tra Egino IV e Agnese, avvenuto prima del 1181, diede frutto a quattro figli e tre figlie conosciuti per nome:
- Corrado (intorno al 1180-1227), cardinale vescovo di Porto e legato pontificio;
- Egino V di Urach  (chiamato anche Egino I (o Egon) di Freiburg) (intorno al 1185 - 1236/37), primo conte di Friburgo;
- Jolanthe (1188-1218) ∞ che sposò Ulrico III conte di Neuchâtel zu Nidau († 1225);
- Rodolfo (1205 - prima del 1260), conte di Urach-Dettingen (insieme a Bertoldo, erede delle proprietà  della famiglia Urach), dal 1254 monaco di Bebenhausen;
- Bertoldo di Urach (1207 - 1242), dal 1207 al 1221 abate di Tennenbach, dal 1221 al 1220 abate di Lützel e Salem;
- Agnese ∞ che sposò Enrico I di Baden († 13 gennaio 1231), margravio di Hachberg;
- Elvige († 1262) ∞ che sposò il conte Federico di Pfirt-Altkirch (conte di Ferrette).